# ST1M
Ники́та Серге́евич Лего́стев (род. 4 ноября 1986, Тольятти, Куйбышевская область, РСФСР, СССР), более известный под сценическим псевдонимом ST1M и своим альтер эго Billy Milligan — российский рэп-исполнитель, основатель и бывший участник группы «ВиСтанция», бывший артист звукозаписывающего лейбла King Ring и основатель его дочерней компании «Аггробабруйск». В настоящее время является участником творческого объединения «King is Back».

## Биография
Никита родился 4 ноября 1986 года в Тольятти в семье поволжских немцев.

### Музыкальная карьера
Ещё в детстве увлёкся рэпом. Был участником Тольяттинской группы «Подземный переход». В 2002 году переехал в Германию.

#### 2005—2009
В 2005 году St1m победил в интернет-батле на сайте Hip-Hop.ru с перевесом в один голос. После этого был подписан контракт с организованным рэпером Серёгой лейблом King Ring. В том же году он попал в список 10 самых перспективных рэперов страны по версии сайта Rap.Ru.
После этого исполнитель стал выступать сольно. Часть его песен и первый сольный альбом «Я — рэп», выпущенный в 2007 году, были записаны в стиле агрессивного немецкого батл-рэпа.
Однако на следующем альбоме «Достучаться до небес», вышедшем на Украине и в Беларуси в октябре 2008 года, таких треков нет. Исполнитель пытается сформировать у слушателей новое представление о себе, обращаясь к темам простых человеческих чувств, описывает жизненные ситуации, в которые приходилось попадать ему и его друзьям. При записи нового альбома St1m сотрудничал с немецкими битмейкерами. По определённым причинам релиз на территории России откладывался до 2009 года. 1 марта 2009 года открыл интернет-магазин, в котором представил продукцию собственного дизайна. 23 августа 2009 года состоялась презентация сольного альбома St1m’a «Достучаться до небес» в магазине G-Style на Арбате.
В конце 2009 года создатели фильма «Мы из будущего 2» пригласили St1m’а к работе над саундтреком. В 2010 году лейбл King Ring и St1m объявляют об окончании сотрудничества. Причины разрыва договора не поясняются.

#### 2010—2012
«Октябрь» — третий сольный альбом St1m’а и его первая работа в качестве независимого артиста. Сразу после выхода он попал в чарты Billboard («Топ-10 Урбан» и «Заявка на успех»), а клип на заглавную песню попал в ротацию Муз-ТВ, Music Box, RU TV, О2ТВ и других каналов.
Летом 2010 года St1m вместе с сомалийским исполнителем K’naan записал русскую версию гимна футбольной кампании Coca-Cola в рамках спонсорства чемпионата мира по футболу FIFA 2010 «Wavin’ Flag».
В 2011 году совместная песня St1m’а и Сацуры «Бой с тенью» стала заглавным треком к третьей части боксёрской трилогии, а в 2012 году российские и украинские зрители каждый вечер слышали трек «Достучаться до небес» в заставке сериала «Карпов» (НТВ / ТРК Украина). В этом же году выходят переиздания альбома «Октябрь»: российское — «Фотоальбом» — и немецкое — Oktober.
В конце мая 2012 года выходит мини-альбом «Когда погаснут софиты», участие в котором приняли Сацура, Элена Bon-Bon, Lenin, Макс Лоренс. Большинство песен наполнены лирикой, что красиво сочетается с минусами от Alexander Dedov и MalBeatz. Сведением и мастерингом занимался Keam. В 2012 году St1m выпускает совместный трек с Сергеем Жуковым из «Руки Вверх», который является кавер-версией «Девочки из прошлого». В этом же году совместно с Индиго St1m записывает трек «#НетСтраха» и снимается в одноимённом клипе. Затем появляется идея создания совместного мини-альбома, который выходит в Новый год 1 января 2013 года, под названием «Феникс». В него вошло 5 треков. Также подарком на Новый год St1m сделал песню «Снег» под минусовку от Sasha Stok, вышедшую 30 декабря 2012.

#### 2013—2014
11 февраля 2013 стартовал музыкальный конкурс «Я — рэпер», главным судьёй и продюсером которого является St1m. Конкурс проводится с целью раскрытия талантов новых МС страны. Победителем конкурса стал MC из Беларуси, Бином, с которым St1m записал совместный трек — главный приз конкурса.
Последние два года песню «Коридоры» можно было услышать только в живом исполнении на концертах, так как для полноценной записи требуется серьёзная студийная работа с большим количеством музыкантов. 28 февраля стартовал краудфандинг-проект по сбору средств для записи студийной версии «Коридоров», который окончился 30 апреля. Каждый участник проекта в подарок получил различные бонусы, одними из которых стали студийная версия трека «Tough Fight» и, само собой, «Коридоры». Помимо этого этот проект побил планетарный рекорд, набрав более 350 % планируемой суммы, а 5 последних акционеров получили специальные открытки от St1m’а. 29 августа 2013 все участники проекта получили на электронный ящик трек «Коридоры», а на следующий день, 30 августа, трек «Коридоры» был официально опубликован уже для всех слушателей.
1 апреля 2013 года рэпером Индиго совместно со St1m’ом был выпущен мини-альбом «Феникс».
19 июня 2013 года в сети появился Diss Никиты на самого себя, который был записан от имени Billy Milligan. Так стартовал сайд-проект Billy Milligan.
21 июня на сайте Rap.Ru выложили интервью с Billy Milligan’ом «Я вернусь и развеселю!», в котором обсуждался проект, а также его будущее. 15 июля выкладывается документальный видеоролик «… июнь».
9 августа был опубликован видеоклип на второй сингл — песню «Futurama», которая позже заняла 20-е место в списке 50 лучших песен 2013 года по версии Rap.Ru. Решив снова попробовать себя в «большой игре», принял участие в закрытом рэп-баттле Versus, посоперничав с питерским MC Гарри Топором. 16 сентября была опубликована песня «Хочу ад». 8 октября выходит песня «Billy Milligan». 24 октября были опубликованы интервью Billy Milligan’а в ОХХ-подкасте и трек «По пятам», из текста которого были использованы строчки в выступлении на Versus Battle.
28 октября вышел клип на трек «Когда меня не станет» группы Black Bros, в котором St1m принял участие. 4 ноября вышла одноимённая песня «4 ноября». В этот же день состоялся релиз мини-альбома «Ни слова о любви». 11 ноября состоялся релиз композиции «Выбирай». 18 ноября состоялся релиз композиции «Быть МС». 25 ноября состоялся релиз композиции «Мой космос».
3 декабря вышло видео-приглашение «Добро пожаловать». 10 декабря состоялась премьера песни «Руки в потолок». 17 декабря вышел трек «Ave Billy». 28 декабря Billy Milligan поделился Rap.Ru суммой впечатлений от 2013 года.
14 июня 2014 года в канун чемпионата мира по футболу в Бразилии на YouTube была загружена песня «Только вперёд».

#### 2015—2016
31 декабря 2014 года без каких-либо анонсов в iTunes Store вышел первый альбом Billy Milligan’а Futurama, представляющий собой сборник ранее выпущенных треков. 12 января 2015 года было объявлено, что St1m и таллинская группа Black Bros. открыли творческое объединение / лейбл King is Back, в состав которого они же и вошли.
17 февраля 2015 года состоялся релиз мини-альбома «Айсберг». 11 мая 2015 года был опубликован выпуск баттла Versus Battle Main Event, в котором противником ST1M стал Крип-а-Крип, и одержавший победу.
24 июля 2015 года вышел совместный с группой Black Bros. мини-альбом King is Back. 18 сентября 2015 года состоялся релиз мини-альбома «За гранью», в котором St1m попробовал себя в жанре урбан-попа.
16 октября 2015 года, так же как и Futurama, без анонсов в iTunes Store был выпущен альбом Billy Milligan «Пир во время чумы», вобравший в себя ранее выпущенные треки. В этот же день был выпущен и совершенно новый мини-альбом под названием Reboot.
8 апреля 2016 года состоялся релиз «Неизданного 4».
25 ноября 2016 года состоялся релиз первого студийного альбома под псевдонимом Billy Milligan. Альбом получил название «Обратная сторона луны», в него вошло 12 композиций.

#### 2017—2019
19 мая 2017 релиз «Неизданного 5».
28 июля 2017 релиз мини-альбома Выше облаков.
22 сентября 2017 года выходит EP #А13 от Billy Milligan.
24 ноября также выходит сборник альбом DO.RE.MI.XX от Billy Milligan.
В 2018 году Никита выпускает целых 5 релизов: EP «Мёртвые розы», EP «Салют», «Неизданное 6», EP «Право на счастье», EP «С чистого листа».
В мае 2018 выпускает EP «Геном» от Billy Milligan.
15 февраля 2019 выходит EP «Калейдоскоп».
19 апреля 2019 релиз Неизданное 7.
14 июня 2019 выходит EP «Корабли».
В сентябре 2019 года подаёт заявку на 17 независимый баттл HIP-HOP.RU.
4 ноября 2019 года выходит сборник песен «Лучшее».
6 декабря 2019 года выходит EP «1999».
Проходит до 7 раунда 17 независимого баттла HIP-HOP.RU.

## Дискография

### В составе «63 регион»
- 2001 — «Это мой staff»

### В составе «Focus»
- 2002 — «Идолы»

### В составе «ВиСтанция»
- 2004 — «Промодиск»
- 2004 — «Промодиск 2»
- 2005 — «Парни южной стороны»
- 2005 — Out of Competition

### ST1M

#### Студийные альбомы
- 2007 — «Я — рэп»
- 2008 — «Достучаться до небес»
- 2010 — «Октябрь»
- 2012 — «Когда погаснут софиты»
- 2020 — «Аггро 2.0» (совместно с СД)

#### Мини-альбомы
- 2013 — «Феникс» (совместно с Индиго)
- 2014 — «Ни слова о любви»
- 2015 — «Айсберг»
- 2015 — «King is Back» (совместно с Black Bros.)
- 2015 — «За гранью»
- 2015 — «Антарес»
- 2017 — «King is Back 2» (совместно с Black Bros.)
- 2017 — «Выше облаков»
- 2018 — «Салют»
- 2018 — «Мёртвые розы»
- 2018 — «Право на счастье»
- 2018 — «С чистого листа»
- 2019 — «Калейдоскоп»
- 2019 — «Корабли»
- 2019 — «1999»
- 2020 — «King is Back 3» (совместно с Black Bros.)
- 2021 — «Сьерра-Леоне»
- 2021 — «Окна»
- 2021 — «Подслушано»
- 2021 — «Habanero»
- 2021 — «Цитрус»
- 2021 — «Kaif»
- 2022 — «Raphead»
- 2022 — «Bella Ciao»
- 2023 — «Аванпост»
- 2023 — «MMXXII»
- 2024 — «Стикс»
- 2024 — «Золотые купола»
- 2024 — «Restart»

#### Сборники
- 2013 — «Неизданное»
- 2014 — «Неизданное, ч. 2»
- 2015 — «Неизданное, ч. 3»
- 2016 — «Неизданное, ч. 4»
- 2017 — «Неизданное, ч. 5»
- 2018 — «Неизданное, ч. 6»
- 2019 — «Неизданное, ч. 7»
- 2019 — «Лучшее»
- 2020 — «Семнашка»

### Billy Milligan

#### Студийные альбомы
- 2014 — «Futurama»
- 2015 — «Пир во время чумы»
- 2016 — «Обратная сторона Луны»
- 2021 — «Биллитристика»

#### Мини-альбомы
- 2015 — «Reboot»
- 2016 — «Привет из преисподней»
- 2016 — «Пляски на могилах»
- 2017 — «Чёрное зеркало»
- 2017 — «#A13»
- 2018 — «Геном»
- 2022 — «Золото рейха»
- 2023 — «Billyssimo»
- 2024 — «ГосРифмоКонтроль»

#### На релизах других исполнителей
- 2007 — Mixtape King Vol. 1 (микстейп СД)
- 2008 — «Мир принадлежит тебе» (сборник лейбла «Аггробабруйск»)
- 2008 — «Эксперимент» (альбом Mary Jane (Mr.Hyde))
- 2009 — «King Ring Street Album No.1» (сборник лейбла «King Ring»)
- 2010 — «Улицы должны знать Vol. 2» (микстейп СД)
- 2010 — «Кинопробы» (трибьют-сборник)
- 2011 — «Наше поколение» (альбом Бьянка)
- 2012 — «Открой мне дверь» (альбом Руки Вверх)
- 2012 — «Сердце льва 2» (микстейп Лиона)
- 2012 — «Одержима» (альбом Elvira T)
- 2017 — «BeezyNOVA: Main Effect» (альбом Bumble Beezy)
- 2020 — «Дарвин» (альбом ALI Лигалайз)

#### Неизданные на альбомах песни
- 2008 — «Я так и знал» (уч. Сацура)
- 2008 — «Дети улиц» (уч. Серёга, Карандаш, СД, G-Style)
- 2008 — «Я могу быть лучше» (уч. Frost, Marty)
- 2010 — «Спички» (уч. Рита Дакота)
- 2010 — «Wavin’ Flag» (уч. K’naan)
- 2010 — «Нельзя Что-то Терять» (уч. SiJay)
- 2010 — «Летний вечер» (уч. Павел Пунтус)
- 2013 — «Девочка из прошлого» (уч. «Руки вверх»)
- 2015 — «911» (уч. СД, Да СT, Rickey F)
- 2018 — «Живу спортом»
- 2019 — «Аэроплан 2»
- 2019 — «РПЛ» (уч. «Алиса Вокс»)
- 2023 — «Магистр» (1.Kla$ Diss)